# 1825 (album)
1825 četvrti je album ruske grupe Uma2rmaH, objavljen 3. lipnja 2009. na njihovu petu godišnjicu. Izlazi u obliku CD-a s odvojenim DVD-om koji sadržava videomaterijal. Album je kompilacija od 15 najboljih pjesama grupe zajedno s jednom novom pjesmom. Naziv 1825 dolazi od broja dana u proteklih pet godina.

## Popis pjesama
1. "Praskovja" ("Прасковья")                       - 2:51
2. "Nočnoj Dozor" ("Ночной Дозор")                 - 3:45
3. "Uma Turman" ("Ума Турман")                     - 4:10
4. "TIDE" ("Тайд")                                 - 4:06
5. "Ty ušla" ("Ты ушла")                           - 3:34
6. "Kino" ("Кино")                                 - 3:26
7. "Skaži" ("Скажи")                               - 4:09
8. "Ty daleko" ("Ты далеко")                       - 4:10
9. "Tennis" ("Теннис")                             - 3:37
10. "Ne pozvoniš" ("Не позвонишь")                  - 3:12
11. "V gorode leto" ("В городе лето")               - 2:58
12. "Papiny dočki" ("Папины дочки")                 - 2:55
13. "Kuda privodjat mečty" ("Куда приводят мечты")  - 4:24
14. "Dajte sigaretu!" ("Дайте сигарету!")           - 3:34
15. "Ljubov na snouborde" ("Любовь на сноуборде")   - 2:23
16. "Prostitsja" ("Проститься")                     - 4:59